# Pakoštane
Pakoštane so naselje na Hrvaškem, ki je središče občine Pakoštane Zadrske županije.
Ležijo 6 km južno od Biograda na Moru na ozkem obalnem pasu ozemlja, ki ločuje Vransko jezero od morja ob glavni cesti Reka–Dubrovnik. V Pakoštanah stalno živi 3884 prebivalcev (popis 2001).
Pakoštane, pred katerimi ležijo otočki Veliki Školj ter Žavinac Veliki in Žavinac Mali, so dobro zaščitene pred južnimi in jugozahodnimi vetrovi. Blizu naselja so lepe peščene plaže in avtokamp.

## Zgodovina
Na več krajih v bližnji okolici so pri arheoloških raziskavah odkrili ostanke antičnega naselja Blandona. V samih Pakoštanah so pri pokopališču tik ob morski obali našli ostanke rimskega dvorca (ville rustice). V morju med kopnim in majhnim otočkom v pristanišču pa so vidni ostanki rimskega valobrana.

## Prebivalstvo
| Pregled števila prebivalcev po letih | Pregled števila prebivalcev po letih | Pregled števila prebivalcev po letih | Pregled števila prebivalcev po letih | Pregled števila prebivalcev po letih | Pregled števila prebivalcev po letih | Pregled števila prebivalcev po letih | Pregled števila prebivalcev po letih | Pregled števila prebivalcev po letih | Pregled števila prebivalcev po letih | Pregled števila prebivalcev po letih | Pregled števila prebivalcev po letih | Pregled števila prebivalcev po letih | Pregled števila prebivalcev po letih | Pregled števila prebivalcev po letih |
| ------------------------------------ | ------------------------------------ | ------------------------------------ | ------------------------------------ | ------------------------------------ | ------------------------------------ | ------------------------------------ | ------------------------------------ | ------------------------------------ | ------------------------------------ | ------------------------------------ | ------------------------------------ | ------------------------------------ | ------------------------------------ | ------------------------------------ |
| 1857                                 | 1869                                 | 1880                                 | 1890                                 | 1900                                 | 1910                                 | 1921                                 | 1931                                 | 1948                                 | 1953                                 | 1961                                 | 1971                                 | 1981                                 | 1991                                 | 2001                                 |
| 498                                  | 634                                  | 558                                  | 697                                  | 858                                  | 1010                                 | 1418                                 | 1107                                 | 1392                                 | 1433                                 | 1639                                 | 1665                                 | 1722                                 | 2155                                 | 2113                                 |